# The Unknown Soldier
«The Unknown Soldier» (en español: «El Soldado Desconocido») es una canción del grupo estadounidense The Doors, que fue incluida en su álbum de 1968 Waiting for the Sun.
Se dice que esta canción es la reacción de Jim Morrison ante la Guerra de Vietnam, que el no vería terminada, ya que murió el 3 de julio de 1971, y la Guerra de Vietnam terminó el 30 de abril de 1975.

## Clip musical
Es destacable en el video de esta canción, la simulación de un fusilamiento: Jim Morrison como el que será fusilado, Robby Krieger como el fusilador, haciendo de su guitarra un fusil, Ray Manzarek como testigo, dejando de tocar el teclado y levantando su mano, y finalmente, John Densmore tocando la batería que se toca en todo fusilamiento.

## Posicionamiento
| Listas (1968)     | Posición |
| ----------------- | -------- |
| Billboard Hot 100 | 39       |
| Canadá (RPM 100)  | 33       |